# 用量反応関係
用量反応関係（ようりょうはんのうかんけい）とは、生物に対して化学物質や物理的作用（放射線や高温・低温などの刺激・ストレス）を与えたときに、物質の用量・濃度や作用強度と、生物の反応（薬効や有害性など）との間に見られる関係をいう。単一個体で用量に応じて反応の程度が変化する関係をいう場合と、個体群全体の統計的性質をいう場合がある。例えば「生死」のように二者択一的な反応を指標とする場合、致死量、あるいは病気に有効な投与量は個体により異なるので、個体群全体の死亡率で反応を表現する。
用量反応関係を明らかにすることは、医薬品や環境汚染物質等の効力および安全性やリスクを評価する上で不可欠である。

## 用量反応曲線

平衡解離定数K_{d}の異なる2つのアゴニストの用量反応曲線。青い曲線は、緑の曲線よりも強力なアゴニストを示している。

X軸に物質用量や物理作用強度を、Y軸に生物の反応（個体の反応値または個体群での頻度等）をとり、用量反応関係を表したグラフを用量反応曲線という。
物質用量としては濃度（気体、粉塵吸入、水中生物の場合）のほか、個体当たりもしくは体重当たりの物質重量（例えばキログラム体重当たりのミリグラム）が用いられる。反応の指標としては、死亡率・生存率のほか、症状・効果の強さまたは頻度が用いられる。
用量反応曲線はX軸を対数表示にすることも多く、この場合は普通、シグモイド曲線となる。シグモイド曲線の当てはめにはロジスティック関数、プロビット関数などが用いられる。
一般にはある用量未満では反応はゼロであり、この数値を閾値という。医薬品では毒性または副作用の閾値と有効用量との関係が重要である。
Y軸にはある反応（症状、効果）を示す個体の頻度（%）をとる場合が多い。ここで効力や有害性の強さを現す数値として、頻度が50%となる用量がよく用いられる（このほか必要に応じて20%、10%なども用いられる）。これは薬効に関しては半数有効用量（ED50）である。毒性に関しては半数毒性用量（TD50）、死亡に関しては半数致死用量（LD50）であり、これらは毒性の強度を表す数値としてよく用いられる。有害性に関して死亡を指標としない場合はED50あるいは半数阻害用量（ID50）として表示する。